# Neosanfilippia zoiai
Neosanfilippia zoiai är en kräftdjursart som beskrevs av Manicastri 1991. Neosanfilippia zoiai ingår i släktet Neosanfilippia och familjen Scleropactidae. Inga underarter finns listade i Catalogue of Life.